# Черкезу (Констанца)
Черкезу (рум. Cerchezu) насеље је у Румунији у округу Констанца у општини Черкезу. Oпштина се налази на надморској висини од 132 m.

## Становништво
Према подацима из 2002. године у насељу је живело 1568 становника, од којих су сви румунске националности.

### Хронологија
| Година       | 1992 | 1993 | 1994 | 1995 | 1996 | 1997 | 1998 | 1999 | 2000 | 2001 | 2002 | 2003 | 2004 | 2005 | 2006 | 2007 | 2008 | 2009 | 2010 | 2011 | 2012 | 2013 | 2014 | 2015 | 2016 | 2017 |
| ------------ | ---- | ---- | ---- | ---- | ---- | ---- | ---- | ---- | ---- | ---- | ---- | ---- | ---- | ---- | ---- | ---- | ---- | ---- | ---- | ---- | ---- | ---- | ---- | ---- | ---- | ---- |
| Становништво | 1547 | 1530 | 1536 | 1519 | 1563 | 1547 | 1571 | 1575 | 1574 | 1579 | 1584 | 1555 | 1585 | 1592 | 1577 | 1570 | 1551 | 1541 | 1539 | 1520 | 1494 | 1477 | 1454 | 1441 | 1437 | 1424 |